# Parachironomus arcuatus
Parachironomus arcuatus är en tvåvingeart som först beskrevs av Maurice Emile Marie Goetghebuer 1919.  Parachironomus arcuatus ingår i släktet Parachironomus och familjen fjädermyggor. Arten är reproducerande i Sverige. Inga underarter finns listade i Catalogue of Life.